# Sneschnogorsk (Murmansk)
Sneschnogorsk (russisch Снежногорск) ist eine Stadt in der Oblast Murmansk (Russland) mit 12.683 Einwohnern (Stand 14. Oktober 2010).

## Geografie
Die Stadt liegt auf der klimatisch unwirtlichen  Kolahalbinsel etwa 25 Kilometer nördlich der Oblasthauptstadt Murmansk oberhalb der Olenjabucht, einem Seitenarm der Kolabucht der Barentssee.
Sneschnogorsk ist der Oblast administrativ direkt unterstellt und gehört zu den Geschlossenen Städten Russlands.

## Geschichte
Der Ort entstand ab 1964 unter dem Namen Wjuschny (abgeleitet von russisch wjuga für Schneesturm) im Zusammenhang mit der Errichtung einer Reparaturwerft für Atom-U-Boote, die 1970 ihren Betrieb aufnahm. Zugleich trug der Ort den militärischen Tarnnamen Murmansk-60.
Ab 1973 war Wjuschny administrativ der Stadt Seweromorsk unterstellt, bis es am 4. Oktober 1980 selbständige Stadt wurde.
1994 erhielt der Ort den heutigen Namen (von russisch sneg für Schnee).

### Bevölkerungsentwicklung
| Jahr | Einwohner |
| ---- | --------- |
| 1970 | 600       |
| 1979 | 8.617     |
| 1996 | 16.300    |
| 2000 | 14.400    |
| 2002 | 12.737    |
| 2010 | 12.683    |

Anmerkung: 1979, ab 2002 Volkszählungsdaten

## Wirtschaft
In Sneschnogorsk befindet sich die Reparaturwerft Nerpa (russisch für u. a. für Ringelrobbe, siehe Stadtwappen) der Atom-U-Bootflotte der russischen Marine. Seit 1994 werden auch Schiffe der Fischereiflotte repariert.
Seit 1995 gibt es ein Werk für betonierte Spezialrohre, welche Gazprom für den Transport von auf den Grund der Barentssee gefördertem Erdgas verwendet.